# Прикрада
Прикрада (енгл. The Prowler), познат и под насловом Розмарин убица (енгл. Rosemary's Killer), амерички је слешер хорор филм из 1981. године, редитеља Џозефа Зита са Вики Досон, Фарлијем Грејнџером, Лоренсом Тирнијем и Кристофером Гаутманом у главним улогама. Познати техничар за специјалне ефекте, Том Савини, је такође радио на овом филму. 
Иако је добио помешане критике и није постигао комерцијални успех као Петак тринаести, Матурско вече, Дан дипломирања, Мој крвави Дан заљубљених или други слешери из тог периода, Прикрада је стекла култни статус међу публиком хорор жанра. Часописи Комплекс и Пејст сврстали су га на своју листу најбољих слешер филмова свих времена.
Слично као у случају Спаљивања, које је изашло исте године, филм никада није добио наставак или римејк, због недовољне зараде.

## Радња
Мистериозни убица у униформи америчког војника из Другог светског рата и са вилама у рукама, прогони мештане малог градића у Њу Џерсију. Убиства се дешавају на 35-годишњицу других убистава која су се десила у истом граду за време матурске вечери. Убица својим жртвама оставља црвену ружу...

## Улоге
| Глумац            | Улога                      |
| ----------------- | -------------------------- |
| Вики Досон        | Пем Макдоналд              |
| Кристофер Гаутман | заменик шерифа Марк Лондон |
| Лоренс Тирни      | мајор Чатхам               |
| Фарли Грејнџер    | шериф Џорџ Фрејзер         |
| Синди Вајнтрауб   | Лиса                       |
| Лиса Даншет       | Шери                       |
| Дејвид Седерхолм  | Карл                       |
| Том Бреј          | Бен                        |
| Карлтон Карпентер | војник из 1945.            |
| Џој Глакум        | Френсис Розмари Чатхам     |
| Тимоти Вајрер     | Рој                        |
| Џон Сиц           | Пет Кингсли                |
| Ден Лунсбери      | Џими Тарнер                |